# North Brother Island
North Brother Island és una illa de l'East River, situada entre el Bronx i Rikers Island, a New York. Està situada a alguns centenars de metres al nord de la seva homòloga, South Brother Island, i les seves superfícies juntes fan 81423 m². L'illa ha estat deshabitada fins al 1885, data en què el Riverside Hospital s'hi va traslladar, deixant l'actual Roosevelt Island. El Riverside Hospital era un hospital especialitzat en el tractament de la verola, i servia també de lloc de quarantena per als individus afectats per la malaltia. Però el paper del centre es va estendre progressivament a diferents malalties per a les quals calia quarantena. Va ser així que a North Brother Island Mary Mallon va ser posada en quarantena, fins a la seva defunció el 1938. L'hospital va tancar les portes poc temps després.
Després de la Segona Guerra Mundial, l'illa va acollir veterans de guerra, que estudiaven als colleges locals, i vivien amb la seva família. Però l'illa va ser altre cop abandonada quan va acabar la mancança d'habitatges que va colpir el país. Als anys 1950, un centre destinat a joves drogoaddictes va obrir les portes a l'illa. L'establiment pretenia ser el primer de proposar alhora el tractament, la rehabilitació i l'educació dels joves toxicòmans, però als anys 1960, els afers de corrupció del personal, i casos de reincidència dels joves van obligar el centre a tancar.
L'illa actualment es troba abandonada, i és tancada al públic. Una bosc dens cobreix les runes dels antics hospitals, i l'illa forma part de les colònies més importants de martinets de nit del món.
El 15 de juny de 1904, el General Slocum, vaixell de vapor, es va enfonsar a les costes de l'illa, causant la mort de més de 1000 persones, bé a conseqüència de l'incendi que es va iniciar al vaixell, o bé per ofegament, després que el vaixell s'enfonsés.